# Пелешян, Артавазд Ашотович
Артава́зд Ашо́тович Пелешя́н (арм. Արտավազդ Աշոտի Փելեշյան; род. 22 февраля 1938, Ленинакан) — признанный кинорежиссёр художественного и документального кино и телефильма. Во многих киношколах мира преподают Пелешяна. Народный артист Республики Армения (2004), заслуженный деятель искусств Российской Федерации (1996), лауреат Государственной премии Армянской ССР (1985).

## Биография
Родился в Ленинакане (ныне Гюмри, Армения). В 1963—1968 годах учился на режиссёрском факультете Всесоюзного государственного института кинематографии в мастерской Л. М. Кристи. Его студенческие работы завоёвывали международные призы — «Земля людей» в 1966 году, «Начало» в 1967 году. В 1975 г. Пелешян создал свой самый знаменитый фильм «Времена года», в котором он впервые не использовал архивных киноматериалов благодаря блестящей работе кинооператора Михаила Вартанова.
В фильмах А. Пелешяна игровое кино объединено с документальными кадрами. Режиссёр является одной из ключевых фигур советской документалистики, превративший ограничения документального кино в поэтический ритм. Практик уникального «дистанционного монтажа или теории дистанции» (1974), которая преподаётся во многих киношколах мира. Автор ряда теоретических работ о кино, которые собраны в книге «Моё кино», ставшей новым шагом в развитии кинотеории и практики монтажа.
Работал на студиях «Беларусьфильм», «Арменфильм», «Мосфильм», «Центрнаучфильм», Киностудии имени М. Горького, а также Fondation Cartie (Париж) и ZTKM (Карлсруе, Германия). Его фильмы получили множество премий в СССР и за рубежом.
…ещё в семидесятые, Пелешян уже воспринимался как классик мирового кинематографа.
Пелешян один из немногих режиссёров, а может, и единственный, кому удалось выявить в монтаже этическое измерение.
О творчестве Пелешяна вышли книги в Италии, Австрии, Германии, Чехии, США, Мексике, Бразилии, Колумбии, Южной Корее, Австралии, Японии, Китае. Во Франции издана книга «Артавазд Пелешян. Симфония мира». О нём созданы фильмы кинематографистами Голландии, Италии, Франции и России.
Артавазд Пелешян преподавал мастерство режиссуры во многих университетах и киношколах: на Высших курсах сценаристов и режиссёров («Современная теория монтажа» и «Кинорежиссура неигрового фильма»), в Институте повышения квалификации работников телевидения и радиовещания СССР, в киноакадемиях ФАМУ (Прага), Ля Феми (Париж), киноуниверситете в Мехико.
Является почётным доктором и профессором двух университетов: Ереванского и Российско-армянского.
В 2015 году в музее Братьев Люмьер в Лионе в его честь была открыта почётная доска.
Член Союз кинематографистов СССР (Москва), СК России. Член SCAM Франции (1991).
В 2020 году в Фонде современного искусства Картье в Париже состоялась мировая премьера фильма «Природа». Фонд Картье выступил заказчиком этого фильма совместно с Центром искусств и медиатехнологий ZKM в Карлсруэ.
Живёт и работает в Ереване.

## Фильмография
- 1964 — Горный патруль
- 1966 — Земля людей
- 1967 — Начало
- 1968 — Мечта
- 1969 — Мы
- 1970 — Мы и наши горы (актёр)
- 1970 — Обитатели
- 1972 — Звёздная минута (совместно с Л. Кулиджановым)
- 1975 — Времена года[17][18][19]
- 1978 — Сибириада (режиссёр хроники)
- 1982 — Наш век
- 1984 — Бог в России (совместно с Р. Цурцумией)
- 1992 — Конец
- 1993 — Жизнь
- 2020 — Природа[15]

## Награды и звания
- Гран-при Международного кинофестиваля в Оберхаузене (1970, за фильм «Мы»)[10]
- Заслуженный деятель искусств Армянский ССР (1979)[10]
- Орден преподобного Сергия Радонежского 3 степени за фильм «Бог в России» (1984). Орден вручил Святейший Патриарх Московский и Всея Руси Пимен
- Государственная премия Армянской ССР (1985, за фильм «Наш век»)
- Первая премия Союза кинематографистов СССР (1987, «За теоретические и литературные работы, вошедшие в книгу «Моё кино» и отражающие уникальный творческий опыт развития кинематографической мысли»)
- Заслуженный деятель искусств Российской Федерации (7 июня 1996) — за заслуги в области искусства[20]
- Орден Святого Месропа Маштоца (Армения, 1996)
- Гран-при SCAM «за вклад в мировой кинематограф» (Франция, 2000)
- Российская национальная премия в области неигрового кино и телевидения «Лавр» (2003)
- Народный артист Республики Армения (2004)
- Премия имени Сергея Параджанова Ереванского кинофестиваля «Золотой абрикос» — «за вклад в мировой кинематограф» (2006)
- Межгосударственная премия СНГ «Звёзды Содружества» (2012) за крупный вклад в достижения в области науки и искусства. Премию вручила Председатель Совета Федерации Федерального Собрания РФ В. И. Матвиенко
- Памятная медаль Премьер-министра Республики Армения (2012)
- Специальный приз кинопремии «Айак» (2012)[21]
- Премия «Ерице Луйс» Армянской церкви (2013). Премию вручил Католикос всех Армян Гарегин II
- Премия Армянской церкви «Да будет свет», врученная на X международном кинофестивале «Золотой абрикос» (2013)[22]
- Почётный гражданин Гюмри (2013)
- Международный Кинофестиваль в Йиглава (Чехия) — «за вклад в мировой кинематограф» (2015)
- Почётный гражданин Еревана (2017)
- Орден Почёта (Армения, 16 февраля 2018) — за значительный вклад в развитие кинематографии и многолетнюю преданность делу, а также за достойное представление армянской культуры в мире[23]